# Melanipa (madre de Elefénor)
Según la mitología griega, Melanipa fue esposa de Calcodonte (o Calcodón), hijo de Abante (o Abas) y rey de los abantes en la isla de Eubea, que tendrían por hijo a Elefenor, líder de los eubeos que participaron con la coalición aquea en la guerra de Troya.